# 電子採購
電子採購是指透過網際網路技術提供電子化訂單處理流程以及增強買賣雙方對於訂單流程處理的管理功能，它可以加速採購流程，節省人力、提高雙方的資訊能見度、增加作業效率、以及縮減潛在作業成本，最終期望能提高貨物的達交率以及存貨週轉率。電子採購是將供應鏈中從買方到賣方之間的過程變成一個連續、不間斷的流程。
因此電子採購所處理的訂單流程包括：採購詢價、報價、訂單、確認訂單、產能預測、交期等等等